# Rendon (Stati Uniti d'America)
Rendon è un census-designated place (CDP) degli Stati Uniti d'America della contea di Tarrant nello Stato del Texas. La popolazione era di 12 552 abitanti al censimento del 2010.

## Geografia fisica
Rendon è situata a 32°34′36″N 97°14′23″W (32.576641, -97.239680).
Secondo lo United States Census Bureau, il CDP ha una superficie totale di 64,02 km², dei quali 63,81 km² di territorio e 0,21 km² di acque interne (0,33% del totale).

## Storia
Gli insediamenti iniziarono nell'area nella seconda metà dell'Ottocento.

## Società

### Evoluzione demografica
Secondo il censimento del 2010, la popolazione era di 12 552 abitanti.

### Etnie e minoranze straniere
Secondo il censimento del 2010, la composizione etnica del CDP era formata dall'85,28% di bianchi, il 5,86% di afroamericani, lo 0,61% di nativi americani, lo 0,89% di asiatici, lo 0,02% di oceanici, il 5,54% di altre razze, e l'1,8% di due o più etnie. Ispanici o latinos di qualunque razza erano il 14,33% della popolazione.